# Dipodillus lowei
Dipodillus lowei és una espècie de mamífer rosegador de la família dels múrids. És endèmic del Darfur (Sudan). El seu hàbitat natural són les zones àrides i rocoses de la Jàbal Marra. Es desconeix si hi ha cap amenaça significativa per a la supervivència d'aquesta espècie.
L'espècie fou anomenada en honor del naturalista i explorador britànic Willoughby Prescott Lowe.